# بایقوت
بایقوت یکی از روستاهاهای  استان آذربایجان شرقی است و مرکز دهستان گاودول غربی  که در بخش مرکزی شهرستان ملکان واقع شده‌است. 
این شهر در ۴ کیلومتری ملکان و ۱۲۵ کیلومتری تبریز و ۱۳۰ کیلومتری اورمیه واقع شده‌است.

## تاریخچه
بایقوت یک روستای باستانی است که تاریخچهٔ آن به دوره‌های قبل از اسلام می‌رسد و دو قوم ارمنی و ترک در این روستا زندگی می‌کرده اند با گسترش اسلام و مهاجرت ارامنه از کل منطقه آذربایجان به سوی ارمنستان فعلی با هدف تشکیل کشور خیالی و جعلی ارمنستان جمعیت ارامنه قطع نسل شدو به گفتهٔ مردم این منطقه این روستا بر اثر بلاهای طبیعی و  غیرطبیعی ( اعم از جنگ‌ها ) به کلی تخریب شده وبناهای جدیدی در آن احداث گشت که این امر باعث شد تا تاریخ این منطقه نهفته باقی بماند و در حال حاضر فقط ۵ تپه باستانی که با نام‌های ۱- چاللی تپه ۲- قره تپه - 3-آغ تپه ۴-ارمنی تپه سی ( تپهٔ ارامنه ) ۵- آغ اؤلیا (که در حال حاضر به عنوان قبرستان از آن استفاده می‌شود) باقی مانده‌است و بی توجهی مسئولان میراث فرهنگی باعث شده که تاریخ این منطقه هنوز پنهان باقی بماند

## جغرافیا
بایقوت در شمال غربی ایران و در ۴ کیلومتری شمال غربی ملکان و در ۱۲۵کیلومتری جنوب تبریز واقع شده‌است.
آب و هوای بایقوت در بیش‌تر ماه‌های سال سرد است و تنها در اواخر فصل بهار و اوایل فصل تابستان از شدت سرمای آن کاسته می‌شود و آب هوای آن کمی گرم می‌شود. ولی در چندین سال اخیر میزان بارش و آب های زیرزمینی آن کاهش پیدا کرده است.
بایقوت به دلیل آب و هوای خوش و زمین حاصل خیز، محصولات کشاورزی و باغی فراوانی دارد. از جمله آن‌ها می‌توان به انواع میوه های تابستانی نظیر سیب آلو آلوچه هلو، غلات و خشکبار اشاره نمود و همچنین در این روستا کاشت گندم به صورت دیم نیزرایج است.

## مردم
اکثر مردم این روستا کشاورز و کامیوندار و دامدار هستند که در تابستان و بهار به کشاورزی و باغداری و دامداری میپردازند و در زمستان و پاییز به قالی بافی می‌پردازند و قسمتی دیگر از مردم نیز در دستگاه‌های دولتی و اصناف شهری اعم از مکانیکی مشاغل ساختمان و کاسبی در بازار مشغول هستند و بایقوت به دلیل آب و هوای خوش و زمین حاصل خیز، در طول سالیان پذیرای جماعتی از روستاهای همجوار دور و نزدیک بوده و در زمره روستاهای مهاجر پذیر و نه مهاجر فرصت قرار دارد. محصولات کشاورزی معروفی دارد که چند نمونه ازآنهاشهرت قابل توجهی در منطقه به خود اختصاص داده‌اند که از جمله آنان می‌توان به ( گوجه فرنگی و انگور و از صنایع دستی فرش و قالی )اشاره کرد و دیگر محصولات آن میوه، غلات و خشکبار است.که از همه مهم‌تر گوجه فرنگی بایقوت است که به کشورهای خارجی نیز صادر می‌شود.
زبان مردم این روستا ترکی آذربایجانی است.
عاشیق آدی گؤزل شاعر و داستان سرای حماسی قرن ۱۱هجری از اهالی بایقوت بوده است
آرامگاه این آشیق و عارف وارسته در قبرستان آغ اولیای بایقوت در کمال بی مهری و بی توجهی قرار دارد.
این روستا به لحاظ جمعیتی قابل ارتقاء به شهر میباشد که به دلیل نزدیکی به مرکز شهرستان و تراکم شهری و روستایی در منطقه و عدم تمایل ساکنان هنوز به عنوان روستا شناخته میشود.